# 樟树林文化生活公园
樟树林文化生活公园，简称樟树林公园，位於中國江西省南昌市。

## 概况
樟树林文化生活公园原为老江西化纤厂改建而来，占地面积110亩，从2012年开始，来自南昌或江西内的一些创意文化工作室或机构，聚集于此。
另外，一些著名的文化创意也长驻于樟树林，如陶瓷、瓷版画等。

## 影响
是江西省内首个文化创意园区，吸引了政界要人、社会名流前来参观。自开园以来，政治局常委李长春，江西省委常委省委秘书长赵智勇等先后访问参观过樟树林文化生活公园。